# Silvia Márquez Chulilla
Silvia Márquez Chulilla, née à Saragosse en 1973, est une claveciniste, organiste, pianofortiste et professeure de musique classique espagnole.

## Biographie
Silvia Márquez Chulilla étudie le clavecin et l'orgue avec José Luis González Uriol au Conservatoire supérieur de musique de sa ville natale, et le clavecin, l'orgue et le fortepiano au Conservatoire d'Amsterdam et au Conservatoire royal de La Haye,.
Elle est la directrice artistique et instrumentiste d'un groupe de musique ancienne, La Tempestad, dont les derniers enregistrements incluent des versions de chambre des symphonies de Haydn et Mozart. Avec cet ensemble, elle a notamment enregistré les sonates avec basse continue du compositeur italien Scarlatti.
Silvia Márquez Chulilla est professeure de musique classique au Conservatoire royal supérieur de musique de Madrid.

## Hommage
Le compositeur Roberto Sierra lui a dédié une pièce pour clavecin intitulée Montuno en forma de chacona (2017), qu'elle a enregistré sur le disque Chaconnerie.

## Discographie
- Concertos pour clavecin ibériques : José Palomino, Manuel Narro, Giovanni Battista Pergolesi - Silvia Márquez Chulilla, Alfonso Sebastián, clavecins ; La Tempestad (5-7 juillet 2016, IBS Classical) (OCLC 1044734057)
- Herbania : Œuvres de Tomás Marco, Joaquín Rodrigo, José Luis Turina, José María Sánchez-Verdú, etc. - Silvia Márquez, clavecin (juillet/octobre 2017, IBS Classical 212018) (OCLC 1128817585)
- Venezia 1742 : Scarlatti, Sonates avec basse continue. K. 73, 77, 81, 88, 89, 90 et 91 — avec K. 79 et 80 au clavecin - La Tempestad, dir. Silvia Márquez Chulilla (13-15 décembre 2017/14 juin 2018, IBS Classical 212018) (OCLC 1119670559)
- Chaconnerie : basse obstinée du XVIe au XXIe siècle : Storace, Rossi, Cabezón, L. Couperin, Haendel, A. Scarlatti, CPE. Bach, Ligeti et Sierra - Silvia Márquez Chulilla, clavecin (IBS Classical) (OCLC 1119695852)